# ماي كادرا
ماي كادرا هي بلدة في أقصى شمال إثيوبيا، تقع بالقرب من الحدود السودانية. وهي جزء من غرب تيغراي في منطقة تيغراي. اشتهرت المدينة بالمذبحة العرقية التي وقعت في 9-10 نوفمبر 2020. نُسبت المسؤولية إلى شباب السامري الموالين لجبهة التحرير تغراي، في التحقيقات الأولية التي أجرتها منظمة العفو الدولية واللجنة الإثيوبية لحقوق الإنسان وميليشيات الأمهرة، في مقابلات أجريت في السودان بواسطة طومسون رويترز وفاينانشال تايمز، وجهت الاتهامات إلى كل من ميليشيات الأمهرة وقوات الدفاع الوطني الإثيوبية من قبل اللاجئين الذين قابلهم اللاجئون.

## التاريخ
ماي كادرا هي مدينة سوق على طريق جوندر حميرة، في كفتا حميرة وريده في منطقة المعيرباوي الغربية في منطقة تيغراي. تقع على بعد حوالي 30 كيلومترًا جنوب هيمورا، قدر عدد سكانها بما يتراوح بين 4.000 إلى 4.500 نسمة. ذهب المدنيون ومعظمهم من منطقة أمهرة ولكن أيضًا من مناطق أخرى قليلة إلى ماي كادرا للعمل الموسمي في مزارع السمسم والدخن الكبيرة. يصل هؤلاء العمال المهاجرون كل سبتمبر للمساعدة في موسم الحصاد.